# 1669
1669 (MDCLXIX) a fost un an obișnuit al calendarului gregorian, care a început într-o zi de duminică.

## Evenimente
- Constituirea Pașalâcului de la Oradea.

## Nașteri
- 18 ianuarie: Maria Antonia de Austria (1669-1692)  (d. 1692)
- 27 august: Anne Marie de Orléans  (d. 1728)
- 6 ianuarie: Isabel Luísa, Prințesă de Beira  (d. 1690)
- 26 mai: Sébastien Vaillant  (d. 1722)
- dată necunoscută: Davit Bek  (d. 1728)
- 25 aprilie: Georg de Hesse-Darmstadt  (d. 1705)

## Decese
- 16 mai: Pietro da Cortona (n. Pietro Berrettini), 72 ani, pictor și arhitect italian (n. 1596)
- 15 iunie: François, Duce de Beaufort, 53 ani, nobil francez, figură prominentă a Frondei (n. 1616)
- 6 august: Louis, Duce de Vendôme (n. Louis de Bourbon), 56 ani (n. 1609)
- 8 septembrie: Françoise de Lorena (n. Françoise de Lorraine-Mercœur), 76 ani (n. 1592)
- 10 septembrie: Henrietta Maria (n. Henriette Marie de France), 59 ani, prințesă a Franței și regină a Angliei, Scoției și Irlandei, soția lui Carol I al Angliei (n. 1609)
- 4 octombrie: Rembrandt (n. Rembrandt Harmenszoon van Rijn), 63 ani, pictor olandez (n. 1606)
- 28 octombrie: Agustín Moreto, 51 ani, preot și dramaturg spaniol (n. 1618)
- 9 decembrie: Papa Clement al IX-lea (n. Giulio Rospigliosi), 69 ani (n. 1600)